# Ménagier de Paris
Il Ménagier de Paris è un manoscritto di economia domestica scritto nel XIV secolo. Esso viene attribuito a un borghese di Parigi, che lo redasse secondo l'intento della sua giovane sposa, per farle conoscere il modo di tenere la casa e di cucinare. Esso contiene insegnamenti in materia di comportamento sociale e sessuale, ricette e consigli per la caccia e il giardinaggio. Il suo interesse è tanto storico e linguistico quanto culinario. Quest'ultimo aspetto è stato tuttavia il più valorizzato nel XX e XXI secolo: esso passa per essere il maggior trattato culinario francese del medioevo.
Fu pubblicato a stampa per la prima volta dal barone Jérôme Pichon nel 1846 per la Società dei bibliofili francesi.

## Contesto
Le Ménagier è stato scritto tra il giugno 1392 e il settembre 1394, quindi dopo l'ascesa al trono di Carlo VI di Francia, detto "Carlo, il beneamato", ma risulta appartenente al movimento letterario che si sviluppò sotto Carlo V di Francia, detto "il Saggio". Questo re ha fondato le Librairie royale (futura Biblioteca nazionale di Francia), ha incoraggiato la redazione di trattati diversi, tecnici o meno. Fu su sua richiesta, ad esempio, che il suo chef Guillaume Tirel, detto Taillevent (Tagliavento), ha redatto il Viandier de Taillevent.

### Autore
I dati storici rilevati da Jérôme Pichon consentono di affermare che l'autore del Ménagier, un borghese parigino, era anziano al momento della redazione del manoscritto. Egli aveva sposato un'adolescente di 15 anni di età, di buona condizione, ma proveniente da altra provincia e orfana, che egli si mise subito a formare sui doveri di una sposa. Questa giovane donna lo pregò, dalla prima settimana del loro matrimonio, di riservare le sue osservazioni e rimproveri in privato, ai momenti in cui erano loro due soli, manifestando il desiderio d'imparare e di soddisfare i desideri del marito.
Nel prologo del libro, l'autore espone tale richiesta e la sua decisione di redigere un trattato educativo per sua moglie, ma che avrebbe potuto essere utile anche alle sue figlie e ad altre spose.
Incipit (fol.1r)
(Incipit da  Le Ménagier de Paris, di autore ignoto)
Manifestamente intelligente e ricco, l'autore appartiene molto probabilmente a quella borghesia nella quale Carlo V reclutò i suoi amministratori e che fornì alla Francia uomini di Chiesa, della politica e delle finanze; egli ha redatto il testo in tono tenero, paterno e melanconico, prevedendo che i consigli dati alla sua giovane moglie le sarebbero serviti anche per un secondo marito. Lo stile, chiaro, preciso ed energico, come le informazioni storiche e aneddotiche molto diverse che disseminano l'opera e costituiscono un interesse supplementare, indicano una persona illuminata, conoscitore della storia del proprio tempo, delle pratiche economiche e sociali.

### Fonti delMénagier de Paris
La grande varietà dei soggetti trattati nel Ménagier, fa pensare che il suo autore non sia stato l'unico a redigerlo, all'inizio del 1394.
In ogni caso, egli prende a prestito testi di altre opere, come lui stesso dichiara più volte.
Si riconosce tuttavia, quanto a ricette di cucina, l'uso del Viandier de Taillevent e del Livre fort excellent de cuisine, (la cui edizione più antica conosciuta è di molto posteriore alla redazione, in quanto data dal 1542, con ristampe tra il 1566 e il 1574, eseguite sotto il titolo Grand cuisinier de toutes cuisines).
L'autore si è ugualmente basato sul Roman des sept sages de Rome e sulle Moralités sur le jeu des eschecs.

### Contenuto
Il Ménagier è un trattato di morale e di economia domestica, il che significa che vi si trovano riflessioni filosofiche e consigli pratici sulla vita famigliare, sulla sua conservazione e sulla sua organizzazione; in questa cornice, esso comprende ricette molto interessanti per il cuoco come per gli storici dell'arte culinaria
L'edizione di Pichon è composta di due tomi :
Tomo I
- Prologo dell'autore
- Prima distinzione (prima parte) contenente 9 articoli (capitoli) :

1. Salutare e ringraziare Iddio al proprio risveglio e levata e adornarsi opportunamente  ;
2. Accompagnarsi opportunamente ;
3. Amare Dio, servirlo e mantenersi nella sua Grazia— Sulla Messa — Contrizione — Confessione — Sui peccati mortali — Sulle sette virtù ;
4. Praticare la continenza e vivere castamente — Su Susanna — Su Raimondo — Su Lucrezia — Sulle regine di Francia ;
5. Essere innamorate del proprio marito — Su Eva — Su Sara — Su Rachele — Sul cane Maquaire — Sul cane di Niort ;
6. Essere umile e obbediente al proprio marito – Storia di Griselda — Sulla moglie che lasciò annegare il marito – Su Eva – Su Lucifero – Su una borghese – Sul balivo di Tournai — Sugli abati e sui mariti – Sulla signora di 'Andresel – Sui mariti di Bar-sur-Aube — Su una cugina della moglie dell'autore – Sulla Romana;
7. Essere curiosi e premurosi per la persona del marito – Buoni trattamenti – Sulle pulci – Sulle mosche ;
8. Essere discreti — Su Papirio — Sulla donna che cova un uovo — Sulle spose di Venezia — Su un saggio uomo parigino truffato dalla moglie — Su un notabile avvocato ;
9. Riprendere dolcemente il proprio marito per i suoi errori — Storia di Mellibée — Su Jehanne la Quentine.

Tomo II

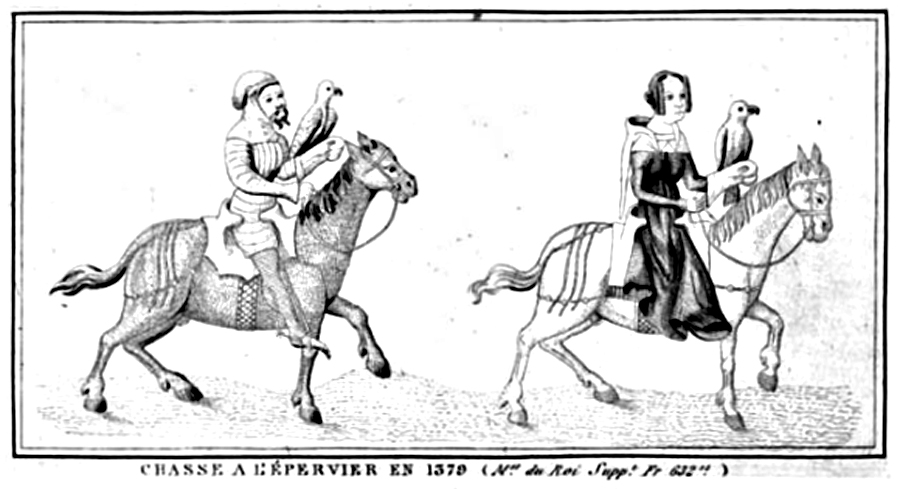
Caccia con lo sparviero, 1379. Illustrazione che si trova sul Ménagier di Pichon.

- Seconda distinzione contenente 5 articoli, 1 appendice e un complemento:

1. Aver cura del proprio "ménage"; diligenza e perseveranza — Il cammino della povertà e della ricchezza, di Jean Bruyant;
2. Del giardinaggio ;
3. Scegliere paggi, aiutanti e camerieri, e metterli al lavoro — Giovane donna che parla grossolanamente— Cure della casa — Vita in campagna — Ricette diverse — Sui domestici — Sui cavalli;
4. Saper organizzare pranzi e cene — Il fatto dei macellai e pollivendoli, ib. — Termini generali di cucina — Pranzi e cene — Alcune occasioni utili a tal proposito (pasti dell'abate di Lagny, nozze, ecc.);
5. Ordinare, conversare e far fare in ogni maniera minestre, ecc., e altre carni — Termini generali di cucina, ib. — Minestre ordinarie senza spezie e non leganti — Minestre con spezie e non leganti — Minestre leganti di carne — Minestre leganti senza carne — Arrosto di carne — Paté — Pesci d'acqua dolce — Pesci di mare mosso — Pesci di mare calmo — Uova in diversi modi — Piatti di mezzo, fritture e dorature — Altri piatti di mezzo — Salse non cotte — Salse cotte — Bevande per ammalati — Minestre per ammalati — Altri cose minute che non sono necessarie — Altre cose minute diverse che non sono in argomento.

Appendice all'articolo 5;
Ricette di Hotin, cuoco di monsignor di Roubais.
- Terza distinzione contenente un solo articolo:

1. Saper nutrire e far volare lo sparviero — Cani spagnoli — Sparvieri niais — Piumaggio dello sparviero — Addestramento dello sparviero — Volo dei campi — Caccia in agosto — Caccia in settembre — Sparviero in muta — Sparviero appollaiato e— Mutato e stravolto — Malattie dello sparviero — Sull'autore — Altri uccelli da preda — Malattie degli uccelli.

## La stampa
Jérôme Pichon acquisì nel 1843 un manoscritto che aveva scoperto nel catalogo di vendita della collezione Huzard.
Presto convinto dell'interesse di questo documento di 280 foglietti di carta in-folio parvo, egli intraprese delle ricerche in vista della pubblicazione di un'opera rimasta dimenticata per 450 anni. Dal 14 maggio 1845, la Société des Bibliophiles français ne decise la stampa, prima che altri esemplari del libro vengano conosciuti.
Grazie ad amicizie e relazioni, Pichon scoprì in effetti l'esistenza di un manoscritto in vellum, più antico del suo, di 173 fogli in-folio, datati apparentemente dal XV secolo e ornati con una miniatura. Questo manoscritto è repertoriato con i n° 836 e 1758 presso la Biblioteca prototipografica. Un altro manoscritto su vellum di 193 fogli in formato in-folio, scritto in formato gotico imbastardito, leggermente posteriore al precedente e portante «…un bordo in arabesco e o e in colore, nel quale si trova in basso lo stemma di Filippo, detto il Buono o di Carlo il Temerario, duchi di Borgogna» si trova presso la Biblioteca reale del Belgio, repertoriato in costa 10310-11, ed è stato citato negli inventari dei duchi di Borgogna del 1467 e 1487. Grazie all'autorizzazione del ministro degli Affari Interni del Belgio, Barthélémy de Theux de Meylandt, copie di quest'opera furono trasmesse a Jérôme Pichon, che iniziò così la collazione dei tre esemplari.
Il Ménagier de Paris fu infine pubblicato in due tomi nel 1846 sotto il titolo Le Ménagier de Paris. Traité de morale et d'économie domestique composé vers 1393 par un Parisien pour l'éducation de sa femme.